# Theodosius den Store
Theodosius den Store (Theodosius 1., egl. Flavius Theodosius 11. januar 347 – 17. januar 395) var romersk kejser 379-395, og den sidste som regerede hele Romerriget.

## Baggrund
Han var af officersfamilie fra Spanien, deltog i felttog til England og kæmpede mod germanerne på Balkan, da kejser Valens' nederlag og død mod goterne 378 pludselig skabte krise. Senatet kaldte Theodosius til hjælp, og han udnævntes i 379 til kejser sammen med de mindreårige Gratian og Valentinian 2., hvis søster han giftede sig med. Reelt blev han overkejser, men først få måneder før sin død opnåede han det officielle eneherredømme.
Theodosius' regering faldt sammen med folkevandringernes første fase og prægedes af fornyelse indadtil og begyndende sammenbrud udadtil. Ved tronbestigelsen blev han kristen, og som lovgiver opbyggede han den nye kristne romerske stat, mens han ustandselig måtte kæmpe mod germanske indfald og tronkrævere.

## Magtfordeling
På Balkan lykkedes han med stort besvær at drive goterne tilbage til deres enemærker. Men han måtte flere gange kæmpe mod nye indfald og ansatte i vidt omfang germanske generaler - vigtigst var vandalen Stilicho - til at bekæmpe deres stammefrænder. Efter medkejseren Gratians død i 383 måtte Theodosius dele magten med tronkræveren Magnus Maximus, som han besejrede og lod halshugge i 388. I de sidste år kæmpede han mod modkejser Eugenius, som var opstillet af den germanske general Arbogast efter Valentinians død; ham nedkæmpede han i 394, kort før sin død.
Ved Theodosius' død deltes riget mellem hans to mindreårige sønner Arcadius og Honorius, som han fik med sin første kone, Aelia Flavia Flaccilla. Sønnerne fik henholdsvis øst- og vestdelen – begyndelsen til det byzantinske og det vestromerske rige. Hans slægt regerede i disse riger til 450 og 455.
Med sin anden kone Galla, datter af Valentinian 1. og Justina, fik Theodosius datteren Aelia Galla Placidia. Hun var det eneste af hans børn, der levede til voksen alder.

## Religion
Under Theodosius sejrede kristendommen definitivt. I 380 indførtes søndagen som obligatorisk helligdag, og Theodosius gjorde den krstine tro til genstand for sin kejserlige befaling: "Det er vor vilje, at alle de folkeslag, Vi hersker over, skal udøve den religion, som den guddommelige apostel Peter formidlede til romerne. Vi skal tro på Faderen, Sønnen og Den Hellige Ånd som én sand Guddom, idet de i ligeværdig majestæt udgør Den hellige treenighed. Vi befaler, at alle som følger denne regel, skal kaldes katolske kristne. De øvrige, som Vi holder for at være afsindige og sindssyge, skal bære skændslen af kætterske dogmer. Deres mødesteder skal ikke få navn af kirker, og de skal rammes først af guddommelig hævn og dernæst af den straf, Vi skal lade komme over dem på Vort eget initiativ, som Vi skal træffe i overensstemmelse med Guds dom." Theodosius udlagde sin egen vilje lig Guds, og i 380 lod han sig endog beskrive som "den synlige Gud".
Han var flere gange i strid med sine medregenter pga. religionen. I 388 blev en synagoge nedbrændt i Callinicum ved Eufrat på initiativ af biskoppen i Edessa (Şanlıurfa). Theodosius krævede gerningsmændene straffet og synagogen genopbygget på biskoppens regning. Da greb Skt. Ambrosius harmfuldt ind fra Milano: En kirkens mand skulle ikke tvinges til at bygge en synagoge, "et vantroens og ryggesløshedens sted": "Jeg erklærer, at jeg har stukket synagogen i brand, ja, at jeg har givet ordre til det, for at det ikke længere skulle være et sted, hvor Kristus blev fornægtet," skrev han. Kirkens magt var stor nok til, at Ambrosius fik tvunget kejseren til at tilbagekalde ordren og give biskoppen i Edessa og de øvrige gerningsmænd straffrihed.
390 udbrød en opstand i en græsk by, efter at en populær stridsvognsvæddeløbskører var sat i fængsel. Byens guvernør blev myrdet. Kejseren var i Milano og befalede at foretage en massakre. Flere tusinde af væddeløbskørerens tilhængere blev inviteret til en forestilling i cirkus, men så snart de var kommet ind, blev portene låst, og kejserens soldater gik i gang med at dræbe dem. Mere end 5.000 blev henrettet. Da kirkefaderen Skt. Ambrosius fik det at høre, sagde han til Theodosius, at han ikke kunne give ham nadver, før han offentligt havde gjort bod for denne forbrydelse. Theodosius holdt sig borte fra kirken, men godtog til sidst Ambrosius' forlangende. Foran en tætpakket forsamling tog han sine strålende kejserlige gevandter af, og bad om tilgivelse. Det måtte han gentage ved flere lejligheder, før Ambrosius gav ham sakramentet juledag. Det krævede et enestående mod at ydmyge en byzantinsk kejser på den vis, og det er det første eksempel på gejstlig autoritet stillet op mod kejsermagten.
I 392 blev den kristne lære stats- og enereligion, og i 394 blev De Olympiske Lege forbudt som hedenske fester. Det er dog usikkert, om lovenes strenge tekst er et resultat af gejstligt pres.

## Ekstern henvisning
- book 4 (engelsk onlineversion af historikeren Zosimos: Nea Historia, 4. bind om Theodosius' regering)
- www.roman-emperors.org/theo1.htm Arkiveret 15. marts 2015 hos  Wayback Machine